# Wendy Myrvold
Wendy Joanne Myrvold es una matemática e informática canadiense conocida por su trabajo en algorítmos gráficos, pruebas de planitud y algoritmos en combinatoria enumerativa. Es profesora emérita de informática en la Universidad de Victoria.

## Semblanza
Myrvold completó su doctorado en 1988 en la Universidad de Waterloo. Su tesis, Los Problemas de Reconstrucción de Aliados y Adversarios, fue supervisada por Charles Colbourn.